# Bonyhádi László
Bonyhádi László, Ladislau Bonyhadi (Bonyhád, 1923. március 25. – 1997. június 13.) magyar nemzetiségű román válogatott labdarúgó, csatár.

## Pályafutása

### Klubcsapatban
A Szegedi AK csapatában kezdte a labdarúgást. 1941–1944 között a Kolozsvári AC labdarúgója, ahol egy bajnoki bronzérmet és egy magyar kupa második helyet szerzett a csapattal. A második világháború végén rövid időre a Gamma együttesében játszott. A magyar első osztályban 65 bajnoki mérkőzésen szerepelt és 41 gólt szerzett. A háború után visszatért Kolozsvárra. Egy idényig a vasutas csapat csatára volt. Innen igazolt az ITA Aradhoz, ahol két bajnoki címet, és egy román kupa-győzelmet szerzett a csapattal. Mindkét bajnoki aranyérem mellé a gólkirályi címet is megszerezte. Először 26, majd 49 gólt ért el. A román élvonalban 54 bajnoki mérkőzésen 80 gólt szerzett.

### A válogatottban
1947–1948 között három alkalommal szerepelt a román labdarúgó-válogatottban.

## Sikerei, díjai
- Magyar bajnokság
  - 3.: 1943–44
- Magyar kupa
  - döntős: 1944
- Román bajnokság
  - bajnok: 1946–47, 1947–48
  - gólkirály: 1946–47 (26 gól), 1947–48 (49 gól)
- Román kupa
  - győztes: 1948

## Statisztika

### Mérkőzései a román válogatottban
| Románia | Románia           | Románia                     | Románia      | Románia  | Románia       | Románia     | Románia | Románia |
| #       | Dátum             | Helyszín                    | Hazai        | Eredmény | Vendég        | Kiírás      | Gólok   | Esemény |
| ------- | ----------------- | --------------------------- | ------------ | -------- | ------------- | ----------- | ------- | ------- |
| 1.      | 1947. október 26. | Bukarest                    | Románia      | 0 – 0    | Lengyelország | barátságos  | -       | 46'     |
| 2.      | 1948. május 2.    | Bukarest                    | Románia      | 0 – 1    | Albánia       | Balkán-kupa | -       |         |
| 3.      | 1948. június 6.   | Újpest, Megyeri úti stadion | Magyarország | 9 – 0    | Románia       | Balkán-kupa | -       |         |
|         | Összesen          |                             |              | 3        | mérkőzés      |             | 0       | gól     |